# Berettyókirályi
Berettyókirályi (Chiraleu), település Romániában, a Partiumban, Bihar megyében.

## Fekvése
Az érmelléki hegyek alatt, Margittától délnyugatra, a Berettyó mellett fekvő település.

## Története
Berettyókirályi, Királyi Árpád-kori település. Nevét már 1291–1294 között említette oklevél v. Kyraly néven.  1332–1234 között Johannes sacerdos de v. Kraly, Iuanka de v. Kyrali. néven volt említve, nevéből következtethetően valószínűleg királyi birtok volt, később pedig az Endrédyek és a Verbőcziek birtoka.
1291–1294 között a falu 32 kepe tizedet adott a püspöknek. A pápai tizedjegyzék szerint pedig papja pedig 1 fertót, s 1332-ben 3, 1333-ban ugyancsak 3, 1334-ben 6 garas pápai tizedet fizetett.
1416-ban a Zoárdfiakat írták birtokosaikként. 1450-ben, 1454-ben, 1475-ben Therebes és Kyraly együtt; 1485-ben ugyancsak (Csokmóval együtt) mint Biharból Közép-Szolnokba áthelyezett falvak voltak említve, ekkor a Dengelegiek voltak birtokosai, a 19. század elején pedig a Baranyiak birtokaként szerepelt.
1851-ben Fényes Elek írta a településről: „Bihar vármegyében, közel a Berettyó vizéhez, fölemelkedett sikságon, 410 lakossal, kik közt 389 óhitü, 10 görög katholikus, 6 református, 5 zsidó. Óhitü anyatemplom. Birtokosai: a Baranyi család után Miskolczy Károly, Bernáth Gedeon, Dessewffy urak.”
1910-ben 605 lakosából 488 román, 117 magyar volt. Ebből 465 görögkeleti ortodox, 53 római katolikus, 46 református volt.
A trianoni békeszerződés előtt Bihar vármegye Margittai járásához tartozott.

## Nevezetességek
- Görög keleti temploma 1898-ban épült.

## Híres emberek
- Itt született Papp Attila (1944. február 24. – 2002. november 29.) költő, folklorista.